# Ponton
För andra betydelser, se Ponton (olika betydelser).

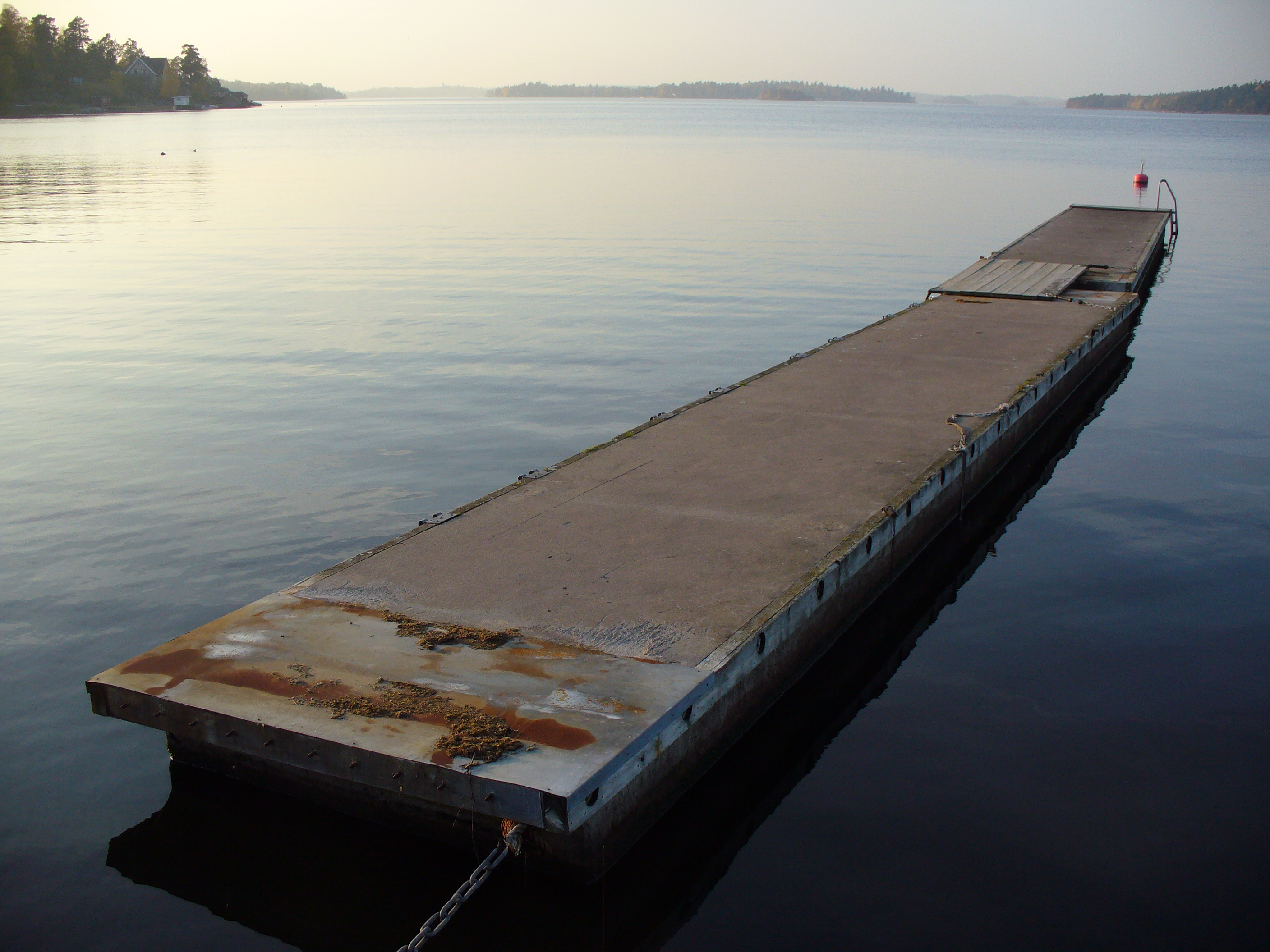
En pontonbrygga på Bosön, Lidingö kommun.

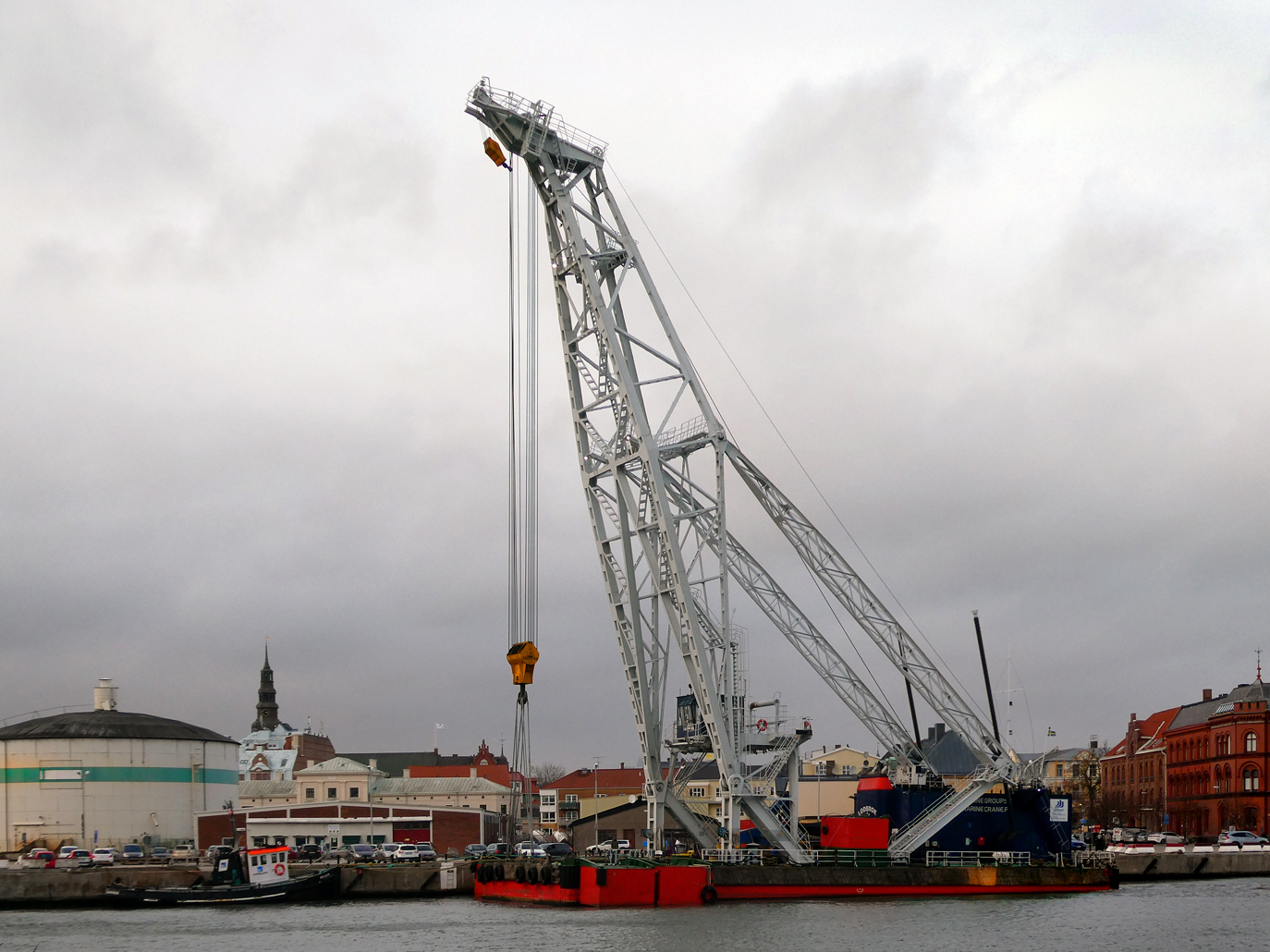
Lodbrok är en lyftkran som är monterad på en ponton.

En ponton är en flytande plattform av rektangulära flytkroppar eller en båtliknande konstruktion, vanligtvis tillverkad av stål, som används för sjötransport, den kan förses med lyftkran eller grävmaskin och användas som mudderverk. Pontoner kan också kopplas samman till en tillfällig bro, en pontonbro.